# I puritani

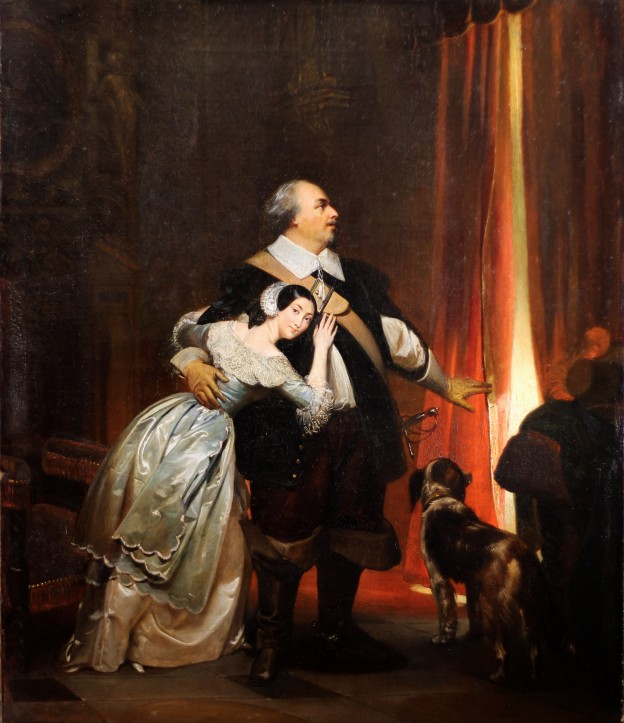
Luigi Lablache en Giulia Grisi in een uitvoering van I puritani in het Kings Theatre in Londen, 1835

I puritani (De puriteinen) is een opera in drie bedrijven van Vincenzo Bellini, voor het eerst uitgevoerd aan het Théâtre-Italien in Parijs op 24 januari 1835. Het libretto is van Graaf Carlo Pepoli, gebaseerd op Têtes rondes et Cavaliers van Jacques-François Ancelot en Joseph Xavier Saintine. In dezelfde tijd componeerde Bellini een alternatieve versie, bedoeld voor Maria Malibran, die het in Napels zong. Deze versie werd niet uitgevoerd tot 10 april 1986 aan het Teatro Petruzzelli in Bari.

## Rolverdeling
| Rol                                                                           | Stemtype     | Premièrerolverdeling, 24 januari 1835 (Dirigent: - ) |
| ----------------------------------------------------------------------------- | ------------ | ---------------------------------------------------- |
| Lord Arturo Talbo                                                             | tenor        | Giovanni Battista Rubini                             |
| Elvira, verloofde van Arturo                                                  | sopraan      | Giulia Grisi                                         |
| Sir Riccardo Forth                                                            | bariton      | Antonio Tamburini                                    |
| Sir Giorgio Valton                                                            | bas          | Luigi Lablache                                       |
| Lord Gualtiero Valton, Elvira's vader en Giorgio's broer                      | bas          | Luigi Profeti                                        |
| Sir Bruno Robertson                                                           | tenor        | M. Magliano                                          |
| Enrichetta di Francia, weduwe van Karel I                                     | mezzosopraan | Maria Amigo                                          |
| Soldaten, herauten, schildknapen, Puriteinen, heren en dames, pages, dienaren |              |                                                      |

## Synopsis
Plaats: Engeland gedurende de Engelse Burgeroorlog
Tijd: de jaren 1640

### Eerste bedrijf
Een fort nabij Plymouth, geleid door Lord Gualtiero Valton
Bij het aanbreken van de dag kijken de soldaten van de Roundheads uit naar de overwinning over de Royalisten. Riccardo was Elvira's hand toegezegd door Lord Valton maar, terugkerend naar Plymouth, ontdekt hij dat ze verliefd is op Arturo (een Royalist), en hem zal huwen. Hij neemt Bruno in vertrouwen ("Ah! Per sempre ... Bel sogno beato").
In Elvira's kamer onthult Giorgio dat hij het was die Lord Valton overhaalde om aan Elvira's wens tegemoet te komen. Zij is overgelukkig.
Arturo komt aan voor het huwelijk en viert zijn nieuw gevonden geluk ("A te, o cara"). Valton moet een mysterieuze dame (ervan verdacht een Royalistische spion te zijn) laten verschijnen voor het parlement. Arturo ontdekt dat zij Enrichetta is, weduwe van de terechtgestelde Koning Karel I. Elvira verschijnt en zingt een vrolijke polonaise ("Son vergin vezzosa"), maar laat haar bruidssluier vallen als zij vertrekt om zich gereed te maken voor het huwelijk. Arturo gebruikt de sluier om Enrichetta te vermommen als Elvira om haar zo te laten ontsnappen. Onderweg komen ze Riccardo tegen, en, wanneer hij ontdekt dat de vrouw bij Arturo niet Elvira is, is hij verheugd hem te laten passeren. Wanneer de ontsnapping wordt ontdekt gelooft Elvira dat zij in de steek is gelaten en verliest zij haar verstand ("Oh, vieni al tempio, fedele Arturo").

### Tweede bedrijf
Een ander deel van het fort
Giorgio beschrijft Elvira's waanzin ("Cinta di fiori"). Riccardo brengt het nieuws dat Arturo voortvluchtig is die ter dood is veroordeeld vanwege het feit dat hij Enrichetta heeft laten ontsnappen. Elvira verschijnt, nog steeds in de war maar verlangend naar Arturo ("Qui la voce ...Vien, diletto"). Giorgio en Riccardo twisten over de vraag of Arturo’s dood zal betekenen dat Elvira van verdriet zal sterven, maar uiteindelijk komen zij overeen dat hij moet sterven wanneer hij vechtend voor de Royalisten in de dreigende slag wordt gevonden ("Il rival salvar tu dei ... Suoni la tromba").

### Derde bedrijf

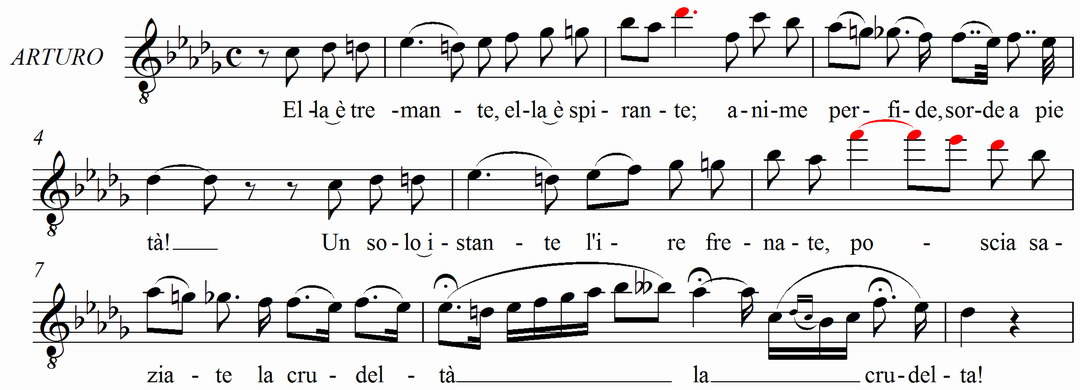
Gedeelte uit "Credeasi, misera" met de ongebruikelijke hoge F

Het platteland nabij het fort, drie maanden later
Arturo is nog steeds voortvluchtig, maar is wedergekeerd om Elvira te ontmoeten. Hij hoort haar zingen ("A una fonte afflitto e solo") en zij worden verenigd ("Vieni fra le mie braccie"). Elvira vreest echter dat zij opnieuw worden gescheiden, en wanneer Riccardo aankomt, met Giorgio en de soldaten, om Arturo’s doodvonnis aan te kondigen, komt ze uiteindelijk tot haar zinnen. Een ensemble ("Credeasi, misera") ontwikkelt zich – gedurende welke de ongebruikelijke hoge noot van een F boven de hoge C wordt vereist van Arturo – en zelfs Riccardo is aangedaan door de toestand van de minnaars. De soldaten verlangen Arturo's executie, maar het woord wordt verspreid dat, hoewel de Royalisten zijn overwonnen, Oliver Cromwell alle gevangenen gratie heeft verleend. De minnaars worden uiteindelijk voor goed verenigd.

## Geselecteerde opnamen
| Jaar | Rolverdeling (Elvira, Arturo, Riccardo, Giorgio)                        | Dirigent, operagezelschap en orkest                                                                        | Label                                                      |
| ---- | ----------------------------------------------------------------------- | --- | ---------------------------------------------------------- |
| 1953 | Maria Callas, Giuseppe di Stefano, Rolando Panerai, Nicola Rossi-Lemeni | Tullio Serafin, koor en orkest van het Teatro alla Scala                                                   | Audio CD: EMI Classics ASIN: B000002RXQ (zwaar gecoupeerd) |
| 1973 | Beverly Sills, Nicolai Gedda, Louis Quilico, Paul Plishka               | Julius Rudel, London Philharmonic Orchestra en Ambrosian Opera Chorus                                      | Audio CD: Millennium Classics Cat: 471 207-2               |
| 1973 | Joan Sutherland, Luciano Pavarotti, Piero Cappuccilli, Nicolai Ghiaurov | Richard Bonynge, London Symphony Orchestra en koor van het Royal Opera House                               | Audio CD: Decca Cat: 417 588-2                             |
| 1979 | Montserrat Caballé, Alfredo Kraus, Matteo Manuguerra, Agostino Ferrin   | Riccardo Muti, Philharmonia Orchestra en de Ambrosian Opera Chorus                                         | Audio CD: EMI Classics ASIN: B000005GV0                    |
| 2001 | Stefania Bonfadelli, Stefano Secco, Vladimir Chernov, Michele Pertusi   | Gustav Kuhn, Orch. del Teatro Massimo Bellini di Catania en koor van het Teatro Massimo Bellini di Catania | Audio CD: Arte Nova Cat: 74321 87081 2                     |